# Wealdstone FC
Wealdstone Football Club is een Engelse voetbalclub uit Ruislip, Groot-Londen. De club werd opgericht in 1899 en speelt sinds 2008 haar thuiswedstrijden op Grosvenor Vale. Ze spelen in de National League, het vijfde niveau van het Engelse voetbal. Het team speelt in koningsblauwe en amberkleurige gestreepte shirts. Ze worden ook wel The Stones of The Royals genoemd.
De club was de eerste die de non-league 'dubbel' behaalde en zowel de FA Trophy als de Alliance Premier League (nu de National League) won in hetzelfde seizoen (1984/85). Ze verschenen ook in de allereerste voetbalwedstrijd ooit op televisie in het Verenigd Koninkrijk, toen de BBC in oktober 1946 een deel van hun competitiewedstrijd tegen Barnet uitzond.

## Geschiedenis

### Beginjaren
Wealdstone Football Club werd opgericht aan het begin van het seizoen 1899/1900, toen het deelnam aan de Willesden & District League en op de derde plaats eindigde. In het seizoen 1904/05 boekte de ploeg haar eerste kampioenschap in dezelfde competitie. Nadat ze in 1905 tot kampioen waren gekroond, was er het volgende seizoen een korte onderbreking, omdat de club niet in staat was een goed veld te bemachtigen en na drie competitiewedstrijden vertrokken de meeste spelers om zich bij het naburige Wealdstone Church Athletic aan te sluiten. Deze ploeg nam uiteindelijk ook de wedstrijden van Wealdstone FC over. Deze regeling duurde drie seizoenen, tot het seizoen 1908/09 toen de Wealdstone FC-spelers en het comité opnieuw hun plaats innamen in de Willesden & Wembley League. In 1913 werden ze vervolgens kampioen van de Premier Division.
Gedurende de Eerste Wereldoorlog kwam de ploeg niet in actie. Toen het voetbal in 1919 weer op gang kwam, trad Wealdstone toe tot de London League en de Middlesex Senior League. De club kreeg drie jaar later met Lower Mead, gelegen tussen de dorpen Harrow en Wealdstone, een nieuw stadion om haar wedstrijden af te werken. Op het moment van de verhuizing naar Lower Mead sloot de club zich aan bij de Spartan League, waar ze zes seizoenen doorbrachten voordat ze zich bij de Athenian League voegden voor het seizoen 1928/29. Wealdstone zou ruim dertig jaar uitkomen in deze competitie maar wist slechts eenmaal kampioen te worden, in het seizoen 1951/52. Nadien wisselde de ploeg nog meerdere malen van competitie. Er vonden weinig hoogtepunten plaats, al werd wel 1966 de FA Amateur Cup gewonnen. In de finale op Wembley won Wealdstone met 3-1 van Hendon FC.

### Succesjaren en financiele problemen
In 1979 werd Wealdstone FC mede-oprichter van de Alliance Premier League (tegenwoordig National League). Het was de eerste landelijke competitie buiten de Football League, op het vijfde niveau. Twee jaar eerder wist de ploeg te verrassen in de FA Cup. In de eerste en tweede ronde werden twee ploegen uit de Fourth Division (profdivisie) verslagen, te weten Hereford United en Reading. In de derde ronde mocht het nietige Wealdstone naar Loftus Road om aan te treden tegen Queens Park Rangers, dat toendertijd op het hoogste niveau speelde. De ploeg uit West Londen bleek een maatje te groot, het duel eindigde in een 4-0 overwinning voor de thuisploeg. In de Alliance Premier League liep het minder. De ploeg werd in 1981 een-na-laatste en degradeerde terug naar de Southern League.
Wealdstone werd het volgende seizoen kampioen en keerde zodoende gelijk terug in de Alliance Premier League. Het seizoen 1984/85 was de succesvolste in de clubgeschiedenis. De ploeg won zowel de FA Trophy als de Alliance Premier League in hetzelfde seizoen en was zodoende de eerste ploeg die de non-league 'dubbel' behaalde. Voorafgaand aan het seizoen 1986/87 veranderde de naam van de competitie in Football Conference. Er volgden mindere jaren voor de ploeg. In 1988 degradeerde Wealdstone uit de Conference. Vier jaar later, aan het einde van het seizoen 1991/92, degradeerde de ploeg naar het zevende niveau, mede door financiële problemen. De club moest een jaar eerder noodgedwongen hun thuisbasis Lower Mead verkopen om te kunnen blijven bestaan. Het bedrijf dat de verkoop van Lower Mead regelde, werd geliquideerd en na een lange gerechtelijke procedure ontving de club slechts een fractie van het bedrag dat Tesco's voor de grond had betaald. Er werd vervolgens een overeenkomst gesloten met tweedeklasser Watford FC, waarna Wealdstone twee seizoenen mocht spelen op Vicarage Road. Nadien besloot de club te verhuizen en speelde het voor de seizoenen 1993/94 en 1994/95 bij Yeading FC.

### Recente jaren

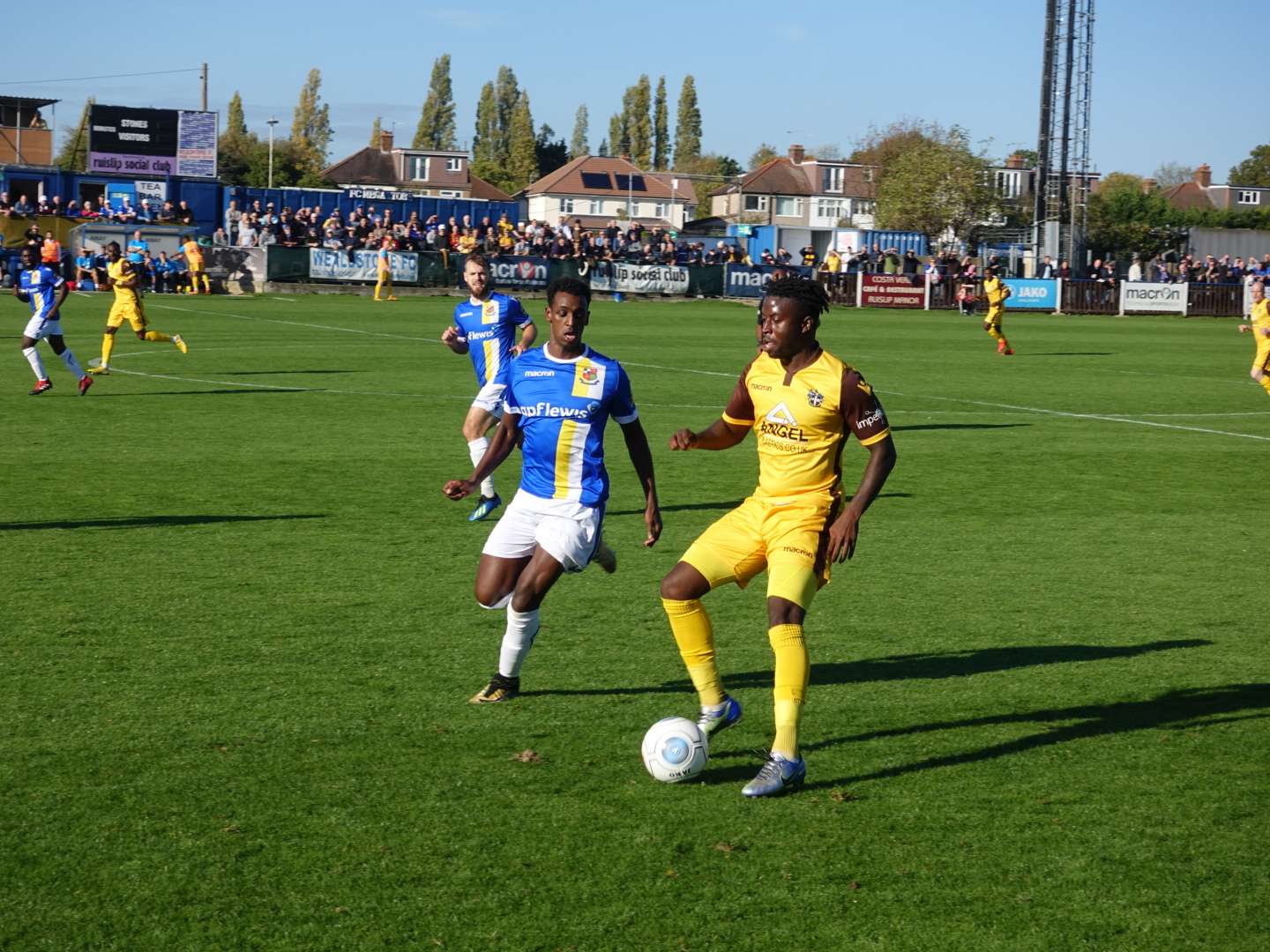
Wealdstone FC speelt tegen Sutton United, vierde kwalificatieronde FA Cup, 2016.

In 1995 verhuisde de ploeg van de Southern League naar de Isthmian League, waar ze moesten beginnen op het laagste niveau van de League, in Division Three. Na drie promoties speelde Wealdstone in het seizoen 2004/05 in de Isthmian League Premier Division, destijds het zevende niveau. Na een seizoen verhuist te zijn naar de Southern League (2006/07) keerde de ploeg weer terug naar de Isthmian League. In 2008 kreeg Wealdstone FC eindelijk weer een eigen stadion. Wealdstone verhuisde naar Grosvenor Vale na 17 jaar stadions gedeeld te hebben met andere clubs. Enkele jaren later, in 2014, werd de ploeg kampioen en promoveerde naar de Conference South. Op 26 maart 2020 werd het seizoen 2019/20 opgeschort vanwege COVID-19, Wealdstone stond toen bovenaan. Op 17 juni werd bevestigd dat de club op basis van de gewonnen punten per wedstrijd gekroond zou worden tot kampioen van de hernoemde National League North. Het betekende voor the stones een terugkeer op het hoogste niveau van non-league voetbal sinds 1988.

## Erelijst
- Alliance Premier League
  - Champions 1984–85
- National League South
  - Champions 2019–20
- Isthmian League
  - Premier Division champions 2013–14
  - Division Three champions 1996–97
- Southern League
  - Division One South champions 1973–74
  - South Division champions 1981–82
  - League Cup winners 1981–82
  - Championship Shield winners 1981–82
  - Championship Cup winners 1981–82
- Athenian League
  - Champions 1951–52
- Willesden & District League
  - Division One champions 1905–06, 1912–13
- FA Trophy
  - Winners 1984–85
- FA Amateur Cup
  - Winners 1965–66

Aldershot Town ·
Altrincham ·	
Barnet ·
Boston United ·
Braintree Town · 
Dagenham & Redbridge ·
Eastleigh ·
Ebbsfleet United ·
Forest Green Rovers ·
Fylde ·
Gateshead · 
Halifax Town · 
Hartlepool United ·
Maidenhead United ·
Oldham Athletic · 
Rochdale ·
Solihull Moors ·
Southend United ·
Sutton United ·
Tamworth ·
Wealdstone ·
Woking ·
Yeovil Town ·
York City